# Balaton turisztikai régió
A Balaton Közép-Európa (és egyben Magyarország) legnagyobb tava, amely három régió (Nyugat-, Közép- és Dél-Dunántúl) és három vármegye (Somogy, Veszprém, Zala) határán fekszik. Budapest után az ország legjelentősebb turisztikai központja.

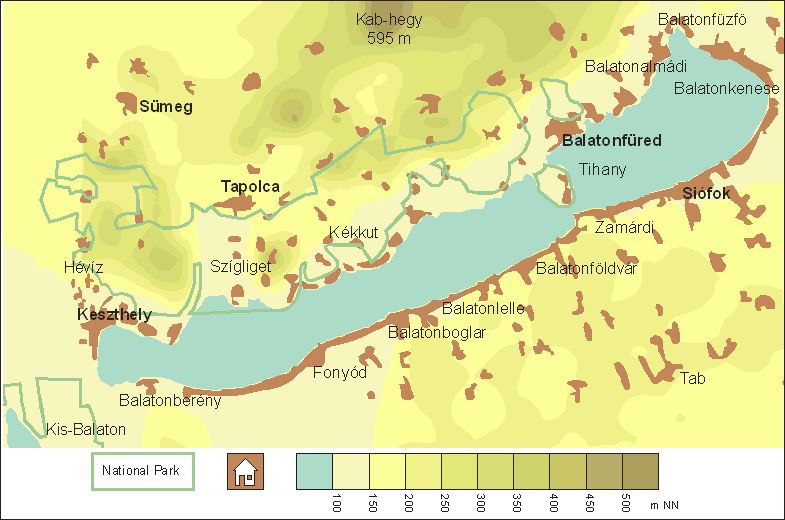
Balaton környéke

## Turisztikai nevezetességek utazás motivációja szerint

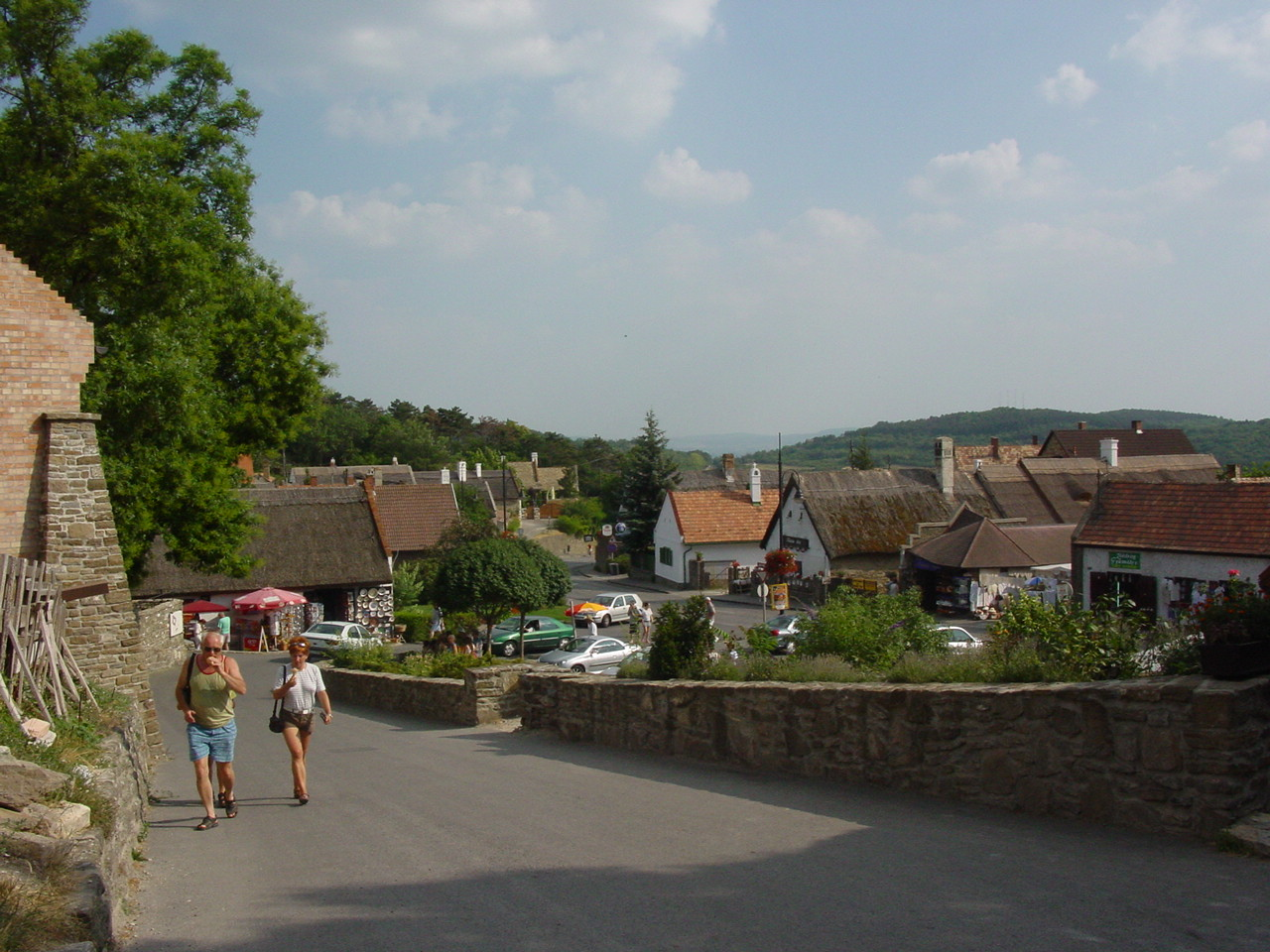
Tihany

### Üdülőturizmus - pihenés
Fő turisztikai vonzerejét a Balaton partja jelenti, a fürdőzési és vitorlázási lehetőségek sokaságával. Míg északi partján gyorsabban mélyülő partokkal találkozunk, a déli parton a víz sekélyebb, lassabban mélyül. Két kedvelt és nemzetközileg ismert strandja Siófokon és Keszthelyen található.
Strandokkal rendelkező települések: 
- Északi part Kelettől nyugat felé: Balatonakarattya – Balatonkenese – Balatonfűzfő – Balatonalmádi– Alsóörs – Paloznak – Csopak – Balatonfüred - Tihany – Aszófő – Örvényes – Balatonudvari – Balatonakali – Zánka – Balatonszepezd – Révfülöp – Kővágóörs – Balatonrendes – Ábrahámhegy – Badacsonytomaj (város) – Badacsonytördemic – Szigliget – Balatonederics – Balatongyörök – Vonyarcvashegy – Gyenesdiás – Keszthely,
- Déli part Kelettől nyugat felé: Balatonvilágos – Siófok – Zamárdi – Szántód – Balatonföldvár – Balatonszárszó – Balatonszemes – Balatonlelle – Balatonboglár – Fonyód – Balatonfenyves – Balatonmáriafürdő – Balatonkeresztúr – Balatonberény
- Keleti part Délről észak felé: Balatonakarattya , Balatonkenese.

### Üdülőturizmus - aktív időtöltés
A terület a magyarországi lovaglás és sárkányrepülés egyik fő központja is.

### Gyógyturizmus
Zala vármegye gyógyfürdői
- Hévízgyógyfürdő és Szent András Reumakórház - Hévíz itt található világviszonylatban is egyedülálló természeti érték, a termálvizes Hévízi-tó. A gyógytó vize kalcium- és magnéziumtartalmú, hidrogénkarbonátos, kénes, enyhe radontartalmú gyógyvíz.  A gyógyfürdőhöz közel számos szálláshely található.
- Hunguest Hotel Helios Gyógyszálló és Gyógyfürdő - Hévíz
- Gránit Gyógy- és Termálfürdő Zalakaros - Zalakaros: nemzetközi hírű gyógylétesítmény. Gyógyvize: 2000 méter mélyből fakadó 96 C°-os hőmérsékletű. Összetétele és a vízkészlet nagysága miatt a legjelentősebbek egyikének tartják. Vízösszetétele: alkáli-kloridos, hidrogénkarbonátos gyógyvíz, melyben jód, bróm, kén és fluor együttes jelenléte egyedülálló vízösszetételt képez Európában. Termálvize: a felső pannon rétegbe fúrt 2 db, a fürdő tulajdonában álló kút termelte 53 C°-os víz. Krónikus nőgyógyászati betegségek, fogágy megbetegedése, Mozgásszervi panaszok (idült gyulladásos ízületi betegségek), sebészeti mozgásszervi károsultak utókezelését, bőrgyógyászati problémák kezelését segíti elő.

Veszprém vármegye gyógyfürdői
- Balatonfüredi Állami Szívkórház - Balatonfüred: A Balaton-part közelében fakadó savanyúvízforrásokból már a 17. században tudtak. Szerepük csak akkor vált jelentőssé, amikor felmelegített vizüket gyógyfürdőzésre kezdték el használni és 1772-ben Füredet hivatalosan is gyógyfürdővé nyilvánították.

Veszprém vármegye gyógybarlang
- Kórház-barlang Tapolca - teljes hossza: 2850 méter, mélysége a bejárattól számítva: 14 méter szárazon, víz alatt 36m. A barlangot a kórház területén  a tüdőpavilon építésekor 1925-ben fedezték fel. A barlangot klímájának különlegessége miatt gyógyászati célra használják, megalapozva Tapolca gyógy-idegenforgalmi szerepét. A barlang csak gyógyászati céllal látogatható, feltárása és kutatása jelenleg is folyik.

### Kulturális turizmus

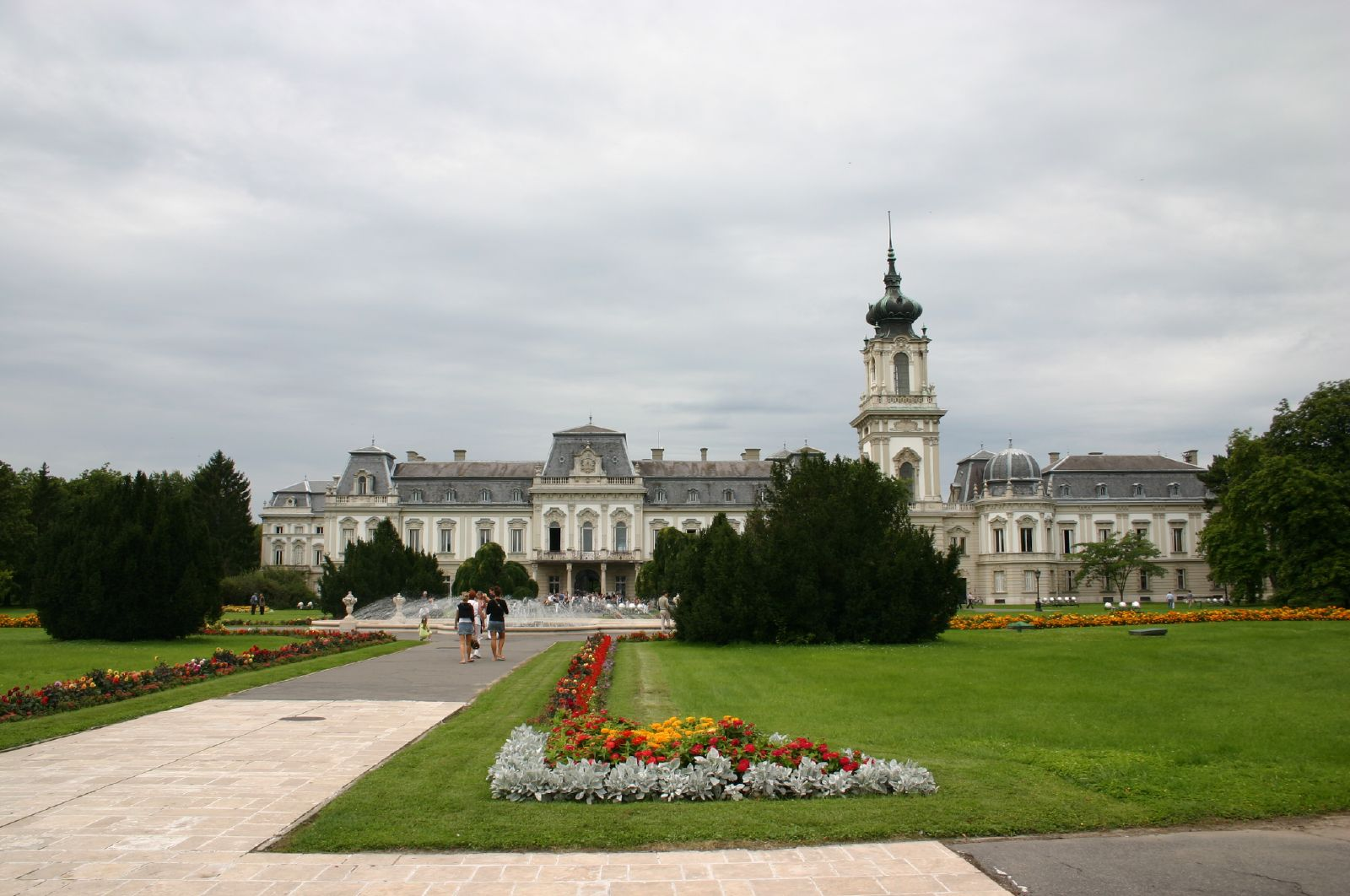
Keszthely, Festetics-kastély

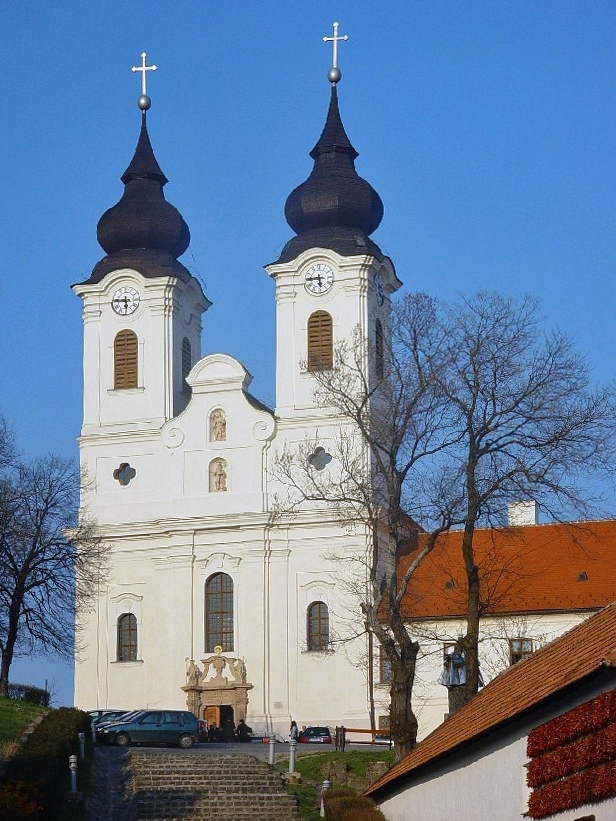
A tihanyi apátsági templom homlokzata a faluból

A Balaton északi partjának nevezetességét a Balaton-felvidék népművészeti és természeti értékei jelentik. A Balaton-felvidéken egyaránt találhatóak műemlékekben gazdag történelmi települések (Tihany), különleges természeti értékek (tapolcai tavasbarlang, badacsonytomaji arborétum), romantikus kastélyok és várromok (Nagyvázsony, Szigliget).
Keszthely (Zala vármegye)
A Balaton északi partjának másik tájegysége a Keszthelyi-medence, amelynek fő látnivalói a város hangulatos városközpontja a Festetics-kastéllyal. Építése még a 18. század közepén kezdődött el, ám csak az 1880-as években nyerte el végleges formáját. Keszthely minden évben több kulturális eseménynek ad helyet, amelyek egy részét a Festetics-kastély dísztermében szervezik. Önálló kongresszusi központtal és színházzal rendelkezik.
Somogyvár (Somogy vármegye)
Fő látnivalója a bencés monostor. A történelmi hagyomány szerint Géza fejedelem halálakor Koppány vezérnek a mai Somogyvár területén vagy a közelében volt a vezéri szállása, és innen indultak lázadó csapatai Veszprém ostromára 997-ben. A Kupa-várhegyen végzett ásatások, amelyek során a vár teljes belső területét feltárták, azonban egyértelműen bizonyították, hogy a Kupa-várhegy nem lehetett Koppány székhelye. A feltárás során kiderült, hogy az 1091-ben Szent László király által felszentelt Szent Egyed bencés monostor körül valószínűleg csak a 12. században épült várfal. 1991-ben nyitották meg a látogatók előtt.
Tihany (Veszprém vármegye) 
Elsősorban apátsági templomáról ismert fürdőtelepülés a Balaton északi partján. A Tihanyi-félszigeten, a Balaton legkeskenyebb részén helyezkedik el. A bencés apátságban őrzik I. András Árpád-házi uralkodó sírját. Ugyanitt tekinthető meg első latin betűvel írott nyelvemlékünk másolata, a Tihanyi Apátság alapítólevele. A templom nyaranta orgonakoncertek helyszíne.
Nagyvázsony (Veszprém vármegye) 
A Balatontól északra fekvő község kiemelkedő látnivalója a Kinizsi vár, melynek névadója Kinizsi Pál (1446-1494), Mátyás király és a Fekete sereg vezére. Az épület történetébe a Vármúzeum nyújt betekintést, udvarán nyaranta lovagi játékokat rendeznek. Csak kívülről ismerhető meg a másik nevezetesség, a 18. századi Zichy kastély védett parkjával, mely rendezvények helyszíne.

### Gasztronómia nevezetességek - Borturizmus
A terület történelmi borvidékei
- Badacsonyi borvidék
- Balatonboglári borvidék
- Balatonfüred-Csopaki borvidék
- Balatonfelvidéki borvidék
- Balatonmelléke borvidék

Balaton turisztikai régió borútjai
- Da Bibere Balaton-felvidéki Borút (Veszprém vármegyei szakasz) - hozzá tartozó települések: Balatonederics - Nemesvita - Lesencetomaj
- Badacsony Borvidéki Borút - hozzá tartozó települések: Hegymagas - Szigliget - Badacsonytördemic - Badacsony - Káptalantóti - Gyulakeszi - Balatonrendes - Révfülöp
- Zánka-Nivegy-völgyi Borút - hozzá tartozó települések: Zánka - Tagyon - Szentantalfa - Balatoncsicsó - Szentjakabfa
- Dörgicse és környéke Borút - hozzá tartozó települések: Mencshely - Dörgicse - Vászoly - Balatonakali - Balatonudvari - Örvényes
- Balatonfüred és környéke Borút - hozzá tartozó települések: Balatonfüred - Balatonszőlős - Pécsely - Aszófő - Tihany
- Csopak környéki Borút - hozzá tartozó települések: Csopak - Paloznak - Lovas - Alsóőrs - Felsőőrs
- Cserszegi Fűszeres Nemzetközi Borút (Veszprém vármegyei szakasz) - települései: Hegymagas - Balatonfüred - Csopak - Balatonfőkajár

## Rendezvények
Sok turistát vonz ide az országos hírű művészeti fesztivál, a Művészetek Völgye, amely július végén, augusztus elején egy héten át zajlik hat településen (Kapolcs, Vigántpetend, Taliándörögd, Monostorapáti, Öcs és Pula).

## Közlekedés

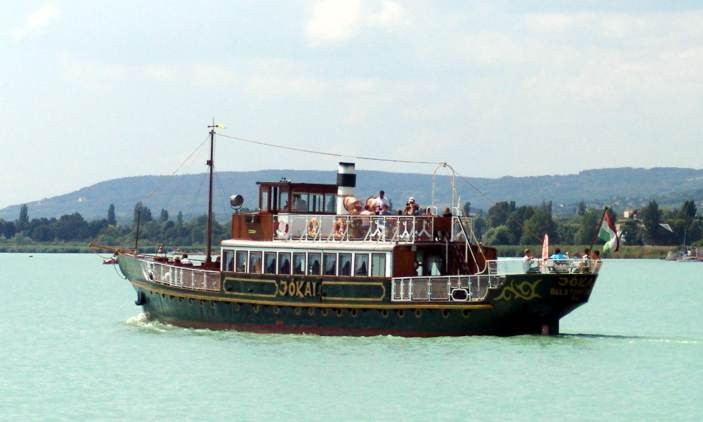
Újra üzemben van a tavon a „veterán” Jókai motoros hajó (2004)

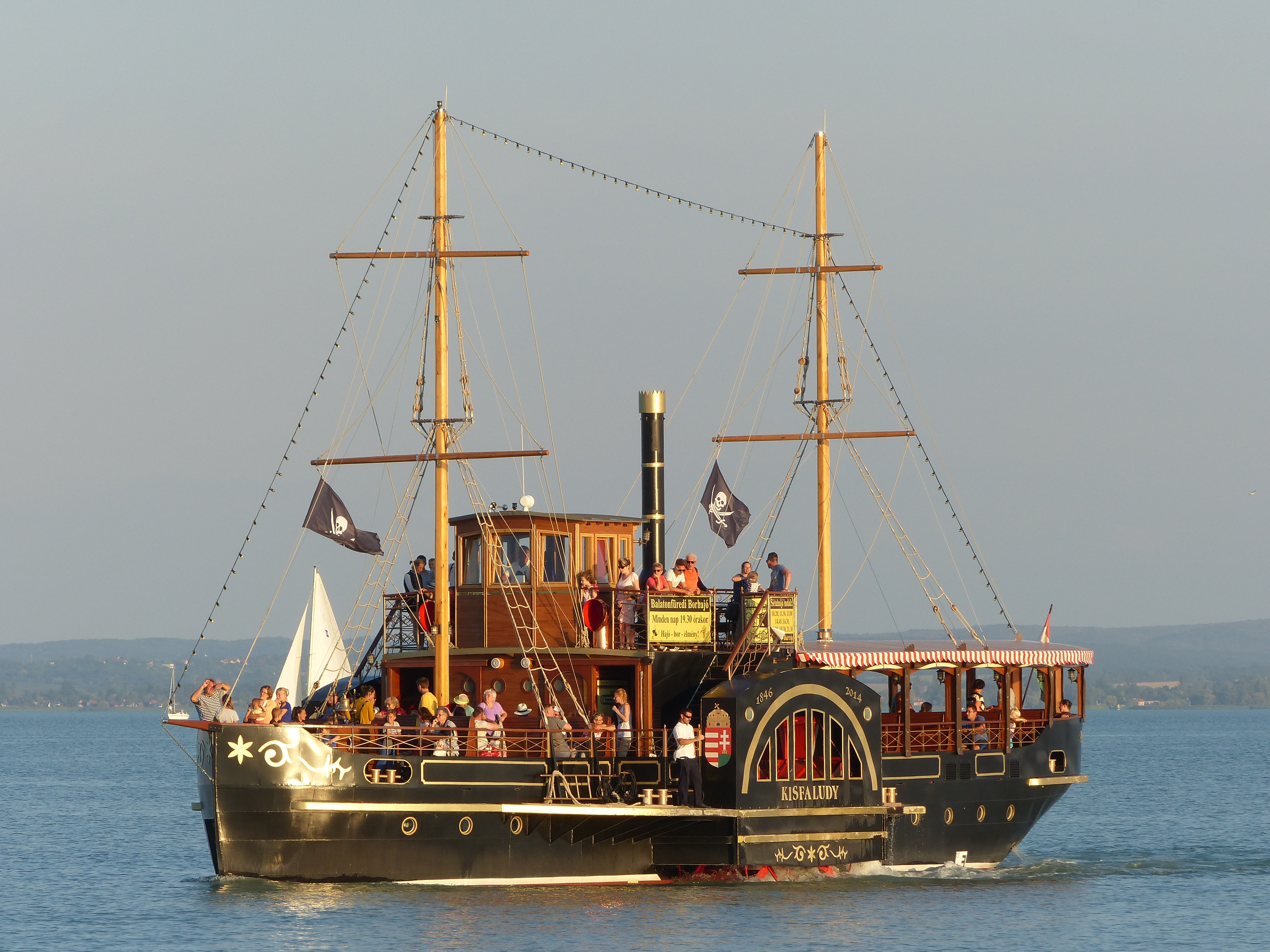
Muzeális hajó, az 1846-ban épített első balatoni gőzhajónak, a Kisfaludy gőzösnek a másolata (2016)

Különleges élményt kínál a szántódi uradalmi majorság megtekintése és a balatonfenyvesi kisvasúton tett kirándulás.
A turisztikai régión belüli közlekedést segíti a nyári szezonban a MÁV és a Bahart közös jegye a Balaton Mix. A Balaton Mix jeggyel az érvénytartamon belül korlátlan számú utazás tehető a Balaton körüli vasútvonalakon és a Bahart menetrend szerinti hajójáratain. A jegyet a Bahart és a MÁV állomásain lehet megvásárolni.